# Oxymetra
Genre
Les Oxymetra sont un genre de comatules de la famille des Mariametridae.

## Caractéristiques
C'est un genre de Mariametridae avec des cirres longs et robustes de 40-80 segments, mesurant entre le tiers et la moitié de la longueur des bras. 
Les cirres distaux portent des épines aborales. Plusieurs paires de pinnules proximales modérément élargies, allongées et plus ou moins raidies, au moins à la base. Bras au nombre de 40 ou plus.

## Liste des genres
Selon World Register of Marine Species (30 mars 2015) :
- Oxymetra erinacea (Hartlaub, 1890) -- Philippines et Indonésie
- Oxymetra finschii (Hartlaub, 1890) -- Région océanienne, du Sri Lanka aux Philippines
- Oxymetra tenuicirra (AH Clark, 1912) -- Pacifique